# Skinwalker Ranch
Skinwalker Ranch (tên gọi tại Anh là Skinwalkers) là một bộ phim kinh dị khoa học viễn tưởng dạng found footage năm 2013 của Mỹ do Devin McGinn đạo diễn. Phim có một video theo yêu cầu và phát hành giới hạn tại rạp vào ngày 30 tháng 10 năm 2013, với sự tham gia của các ngôi sao Taylor Bateman, Steve Berg và Michael Black. Nó dựa trên văn hóa dân gian xung quanh Trang trại Skinwalker tiêu biểu nằm tại Utah, được đồn đại là địa điểm của một số vụ nhìn thấy UFO.

## Cốt truyện
Những điều kỳ lạ đã xảy ra trên Trang trại Skinwalker, mà đỉnh điểm là sự biến mất của con trai chủ trang trại. Điều này thúc đẩy việc cử một nhóm điều tra ghi lại hoạt động và tìm hiểu sự biến mất của cậu bé bằng các camera được thiết lập khắp trang trại. Các máy quay ghi lại hàng loạt sự kiện ngày càng kỳ lạ và lời cảnh báo của một người da đỏ, anh ta nói với cả đoàn rằng tính mạng của họ đang gặp nguy hiểm.

## Diễn viên
- Taylor Bateman trong vai Rebecca
- Steve Berg trong vai Sam
- Michael Black trong vai Britton Sloan
- Erin Cahill trong vai Lisa
- Carol Call trong vai Lissie Miller
- Kyle Davis trong vai Ray Reed
- Mike Flynn trong vai Interviewee
- Jon Gries trong vai Hoyt
- Michael Horse trong vai Ahote
- Nash Lucas trong vai Cody
- Devin McGinn trong vai Cameron Murphy
- Matthew Rocheleau trong vai Matt
- Anne Sward trong vai Interviewee
- Tobijah Tyler trong vai Interviewee
- Clint Vanderlinden trong vai Interviewee
- Larry Page, xuất hiện ẩn danh

## Nhận định
Sự đánh giá quan trọng đối với Skinwalker Ranch được trộn lẫn với tiêu cực. Những lời chỉ trích thông thường tập trung vào cốt truyện, mà Shock Till You Drop cho là do quá quen thuộc với những bộ phim về bản chất này và những bộ phim có chủ đích dựa trên những sự kiện có thật. Hai tờ Libertas Film Magazine và Salt Lake Tribune đều đưa ra những đánh giá tích cực cho Skinwalker Ranch, với Tribune khen ngợi công đoạn hiệu ứng hình ảnh của bộ phim. Dan Callahan của RogerEbert.com đã đưa ra một đánh giá hỗn hợp, nhận xét rằng "Không có điểm nào trong "Skinwalker Ranch" khi có vẻ như đây thực sự có thể là những thước phim được tìm ra (found footage), nhưng nó đã gây ra một số sợ hãi và thậm chí là một vài tiếng cười trung thực mà thời gian hoạt động khá ngắn. Nếu bạn đang tìm kiếm một bộ phim Halloween nhỏ gọn, bạn có thể làm tệ hơn."